# Calvese
Il Calvese (Calvese in corso) è una regione storico-geografica francese situata nel nord-ovest dell'isola di Corsica avente per capoluogo la città di Calvi.

## Geografia

### Localizzazione
Il Calvese si trova nel nord-ovest della Corsica e fa parte del Cismonte (ossia del dipartimento dell'Alta Corsica). La città di Calvi si trova all'estremità nord-occidentale del territorio.

### Orografia
I villaggi del Calvese si trovano principalmente ai piedi del monte Grosso tranne le località della valle del Fango nella parte meridionale del territorio. I contrafforti della catena montuosa principale si stendono fino alle coste dei golfi di Calvi e Galeria. Il Calvese è delimitato ad est e a sud dalla dorsale granitica corsa (monte Grosso, monte Corona, punta Minuta e monte Paglia Orba).
L'altitudine del suo territorio varia tra i 2.556 metri della punta Minuta e il livello del mare.

### Idrografia
Il Calvese comprende in particolare le valli del Secco, della Figarella e del Fango.

## Composizione

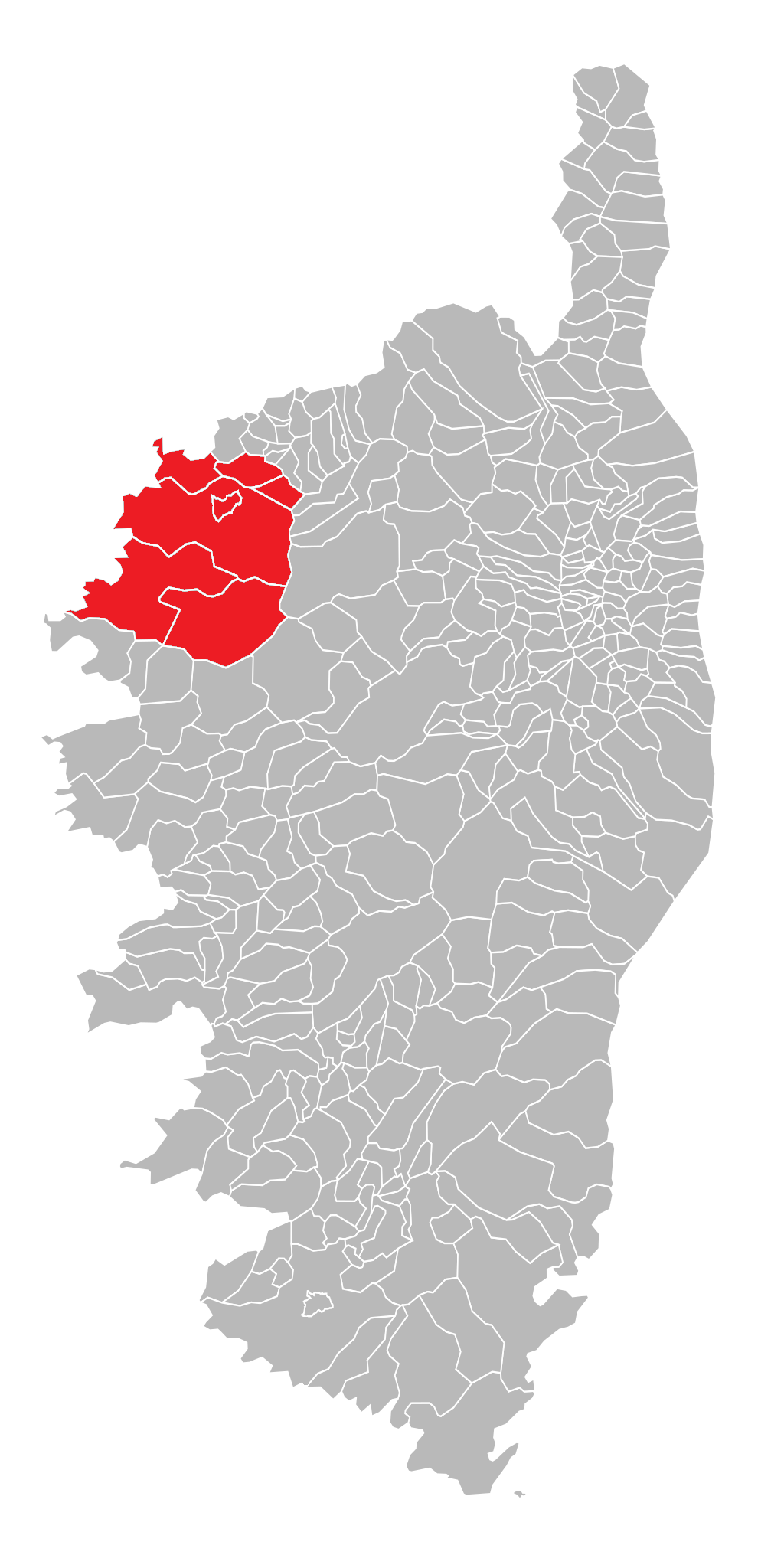
Mappa dei comuni del Calvese

Il Calvese in senso lato coincide con il territorio dell'ex provincia genovese di Calvi e comprende le ex pievi e comuni ed ex comuni seguenti:
| Pieve     | Comuni                                      |
| --------- | ------------------------------------------- |
| Calvi     | Calvi.                                      |
| Filosorma | Galeria; Manso.                             |
| Olmia     | Calenzana; Moncale.                         |
| Pino      | Cassano; Lunghignano; Montemaggiore; Zilia. |

Ecclesiasticamente, esso costituiva la parte settentrionale della diocesi di Sagona. Le pievi di Olmia e Pino fanno anche parte della microregione chiamatasi Balagna.